# Казакасталда (Перуђа)
Казакасталда је насеље у Италији у округу Перуђа, региону Умбрија.
Према процени из 2011. у насељу је живело 624 становника. Насеље се налази на надморској висини од 523 м.